# 坂口拙三
坂口 拙三（さかぐち せつぞう、1874年（明治7年）3月3日 - 1946年（昭和21年）11月24日）は、明治から昭和前期の農業経営者・地主・実業家・政治家。衆議院議員、岐阜県会議長。

## 経歴
岐阜県方県郡、のちの稲葉郡木田村（現岐阜市）で、豪農・坂口太八郎の長男として生まれる。1888年（明治21年）岐阜高等小学校を卒業し、1889年（明治22年）上京して、慶應義塾正課を卒業し、さらに東京法学院（のち英吉利法律学校、現中央大学）で学んだ。
帰郷して家業の畜産業を継承。北海道、朝鮮で開墾事業を行い、揖斐川電力（現イビデン）取締役、岐阜製氷取締役、京城工業社長、日本鉄煉瓦取締役などを務め、岐阜市でS電機商会を、中華民国山東省青島で雑貨店を経営した。また、濃飛畜産会を組織して全国の視察を通して畜産業の振興に尽力した。
政界では、1904年（明治37年）岐阜県会議員に選出され、1911年（明治44年）県会議長に就任した。大野亀三郎の死去に伴い1914年（大正3年）5月に実施の第11回衆議院議員総選挙岐阜県郡部補欠選挙に出馬して初当選。1915年（大正4年）3月、第12回総選挙に岐阜県郡部から立憲同志会所属で出馬して再選され、その後憲政会に所属し衆議院議員に連続2期在任した。1928年（昭和3年）2月の第16回総選挙に岐阜県第1区から立憲民政党所属で立候補したが落選した。